# Relaciones Estados Unidos-Kenia
Las relaciones Estados Unidos-Kenia son las relaciones diplomáticas entre Estados Unidos y Kenia. Kenia y los Estados Unidos han sido aliados cercanos durante mucho tiempo y han tenido relaciones cordiales desde la independencia de Kenia. Las relaciones se volvieron aún más cercanas después de la transición democrática de Kenia en 2002 y las posteriores mejoras en los derechos humanos.
Esto fue precedido por interludios a veces helados durante el régimen del presidente Moi cuando los dos países a menudo se enfrentaron por problemas de mala gobernabilidad, lo que resultó en la suspensión de la ayuda y muchas disputas diplomáticas. Tras la elección del nuevo gobierno de Uhuru Kenyatta en 2013, las relaciones disminuyeron un poco cuando el nuevo presidente forjó una nueva política exterior que miraba hacia el este lejos de los aliados occidentales tradicionales. Las relaciones entre Kenia y Estados Unidos se han consolidado mediante la cooperación contra el terrorismo islamista y una visita del presidente Obama a Kenia, que es la patria de su padre.
El dominio atlético de Kenia de algunos eventos estadounidenses auspiciosos como el Maratón de Boston y Maratón de Nueva York ha aumentado la conciencia de los estadounidenses comunes de Kenia, allanando el camino para un cálido respeto mutuo entre los dos pueblos. Un ataque a Kenia por Al-Qaeda en 1998, así como más ataques posteriores por  Al-Shabaab, ha acercado políticamente a los dos países debido al destino compartido que el Estados Unidos ha tenido objetivos similares en los horribles ataques del 11 de septiembre de Al-Qaeda en Lower Manhattan y El Pentágono.
Kenia es una de las naciones más pro-americanas en África y en el mundo, aparentemente más que los propios Estados Unidos. De acuerdo con el Proyecto de Actitudes Globales de Pew Research, el 87% de kenianos ve a los Estados Unidos favorablemente en 2007, disminuyendo ligeramente al 83% en 2011 y al 81% viendo a los Estados Unidos favorablemente en 2013. y de acuerdo con el Informe de liderazgo global de EE. UU. de 2012, el 68% de los kenianos aprueba el liderazgo de EE. UU., con un 14% de desaprobación y un 18% de incertidumbre. En una encuesta del Servicio Mundial BBC de 2013, el 69% de los kenianos ven positivamente la influencia de los Estados Unidos, y solo el 11% ve la influencia negativa de los Estados Unidos.

## Misiones diplomáticas residentes
- Estados Unidos tiene una embajada en Nairobi.
- Kenia tiene una embajada en Washington D. C. y mantiene consulados-generales en Los Ángeles y Nueva York.

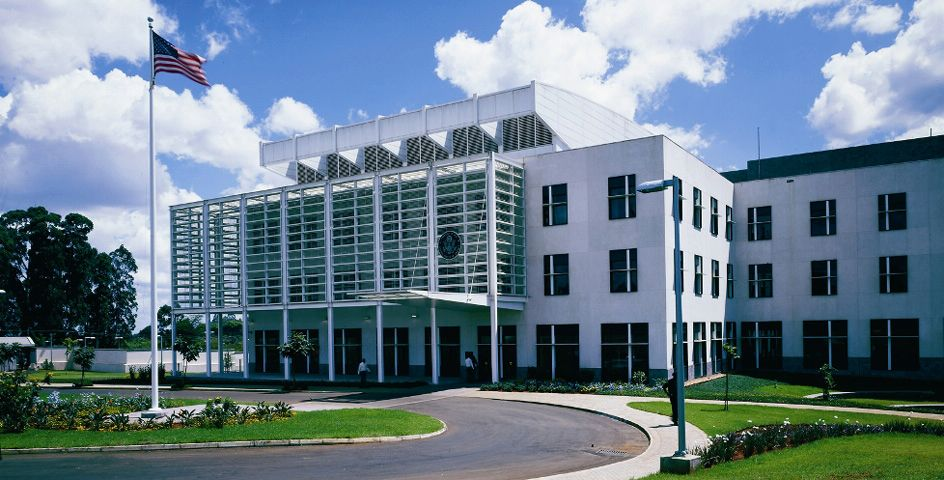
Embajada de Estados Unidos en Nairobi
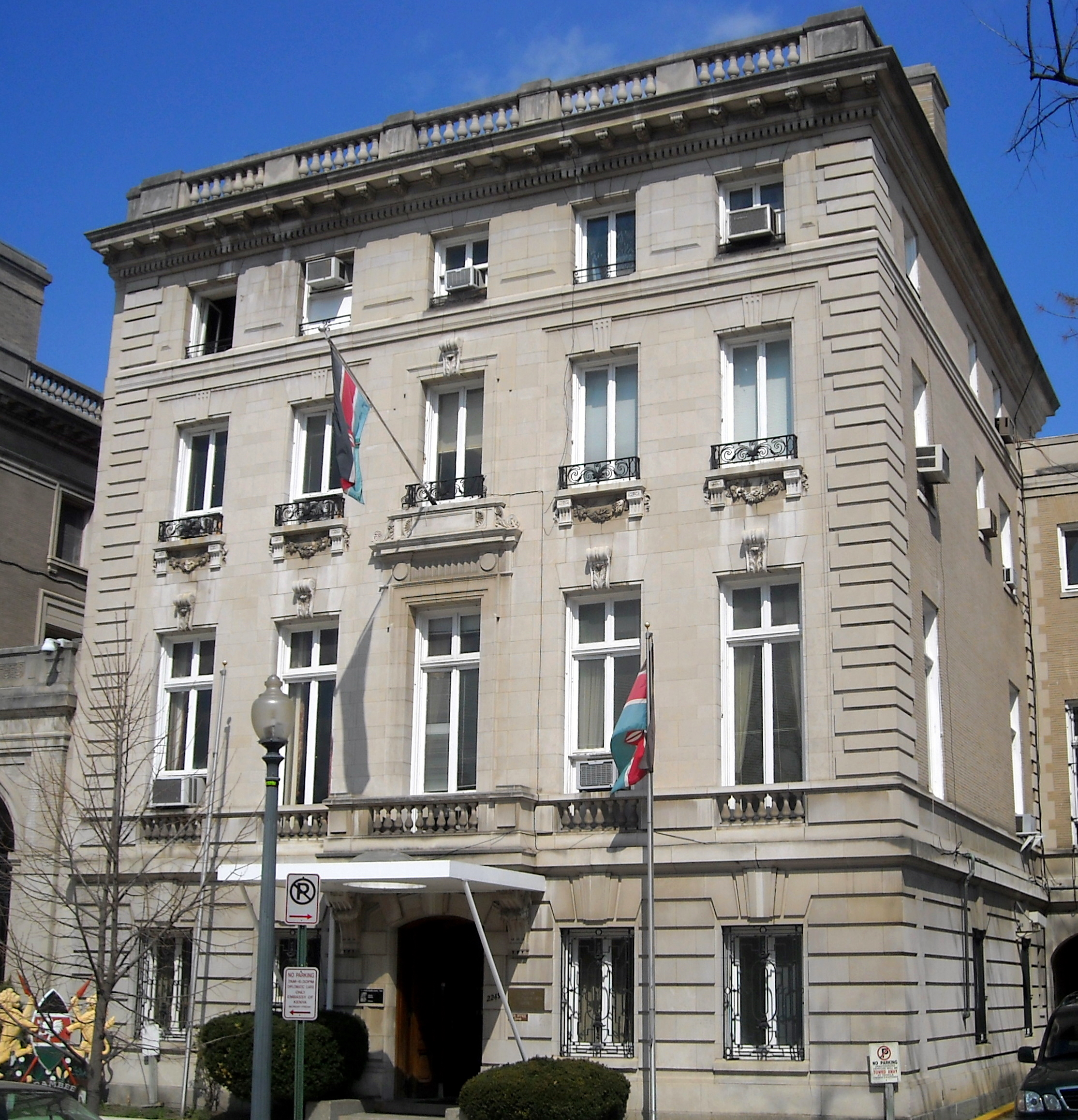
Embajada de Kenia en Washington, D.C.